# Frah
El regne de Frah fou un estat nadiu del Yorubaland (Iorubalàndia). La capital era Katanu. El 1879 el rei va signar un tractat de protectorat amb el Regne Unit. El 23 de juliol de 1886 diversos caps van declarar que la ciutat de Dekami i rodalia sempre havia estat part del regne de Frah; les terres al sud de Dekami, anomenades Denham Waters eren igualment part de Frah (però en aquell moment les disputava el rei de Porto Novo); tanmateix declaraven que el regne de Whemi mai havia arribar a les terres anomenades Denham Waters ni al Zunu (Kanji Agege) Creek.